# Karine Silla
Karine Silla, nascuda el 6 de juliol de 1965 a Dakar (Senegal), és una actriu, guionista, directora i escriptora francesa.

## Biografia
Karine Silla és l'esposa de l'actor suís Vincent Pérez. Té quatre fills: Roxane Depardieu (nascuda el 28 de gener de 1992), que va tenir de la seva relació anterior amb Gérard Depardieu, i de la unió amb Vincent Pérez van néixer: Iman (nascuda el 2 de maig de 1999) i els bessons Pablo i Tess (nascuts el 2003). Karine Silla és germana de la productora Virginie Silla.
El décembre 2023, va ser signant de la polèmica campanya "N'effacez pas Gérard Depardieu" (No esborreu Gérard Depardieu) dirigida en particular a la defensa de la presumpció d'innocència de Gérard Depardieu, aleshores acusat de violació, agressió sexual i assetjament sexual.

## Filmografia

### Actriu

#### Cinema
- 1988: Sanguines de Christian François
- 1990: Jean Galmot, aventurer d'Alain Maline : Adrienne Cernis
- 1997: Amor i confusions de Patrick Braoudé : Lili
- 1998: Paraules d'amor (La parola amore esiste) de Mimmo Calopresti
- 2000: Marry Me de Harriet Marin: Isabelle
- 2002: Angel Skin de Vincent Pérez: Laura
- 2003: És més fàcil per a un camell... per Valeria Bruni Tedeschi: Celine
- 2003: Me César, 10 anys i mig, 1m39 de Richard Berry: la mare de Morgan
- 2009: Em trobaràs a faltar d'Amanda Sthers: Jeanne
- 2022: Els ametllers de Valeria Bruni-Tedeschi: un jurat de les audiències

#### Curtmetratges
- 1995: Mai sol amb tu de Valérie Blier
- 1999: Res a dir de Vincent Pérez
- 2022: Gameos de Noham Edje: la mare de Paul

#### Televisió

##### Sèries de televisió
- 1992-1998: Les Cordiers, jutge i policia: Amelie
- 1997: Una dona de blanc d'Aline Issermann: Lili

##### Pel·lícules de televisió
- 1997: El judici de Salomó de Florence Strauss
- 1997: Miracle a El Dorado de Philippe Niang: Lola
- 1998: Bebè robat de Florence Strauss

### Realitzadora

#### Cinema
- 2011: Un petó de papallona
- 2013: Santa Claus és africà

### Guionista

#### Cinema
- 2002: Angel Skin de Vincent Pérez
- 2011: Un petó de papallona
- 2013: Santa Claus és africà[3]
- 2023: Una qüestió d'honor

#### Curtmetratges
- 1999: Res a dir

## Publicacions
- Monsieur is dead, París, Éditions Plon, 2014, 228 p.ISBN 978-2-259-22746-9
- Al voltant del sol, París, Éditions Plon, 2016, 282 p.ISBN 978-2-259-24352-0
- L'absent de Nadal, L'Observatoire, 2017 ,ISBN 9791032900741
- Aline i els homes de guerra, L'Observatoire, 2020 ,ISBN 9791032908464